# マルガリータ・マムン
マルガリータ・マムン（Margarita Mamun、1995年11月1日 - ）は、ロシア・モスクワ出身の新体操選手。
世界選手権で7冠（2013、2014、2015）、ヨーロッパ選手権4冠（2013、2015）、2013年のユニバーシアード4冠、2015年のヨーロッパ競技大会で優勝、その他ワールドカップとグランプリで数々の優勝を成し遂げている。

## 人物・来歴

### 幼年期
マルガリータ・マムンは、1995年11月1日にモスクワでロシア人の母とバングラデシュ人（ベンガル人）の父の間に生まれた。7歳のときに新体操のクラブに通い始める。本格的に選手を目指すようになったのは11歳の時だった。アミーナ・ザリポワに師事し、ロシア代表チームではイリナ・ヴィネルに指導を受けている。2005年、カロリーナ・セワスチャノワのチームメンバーとしてエストニアのタルトゥで開かれたミス・バレンタインカップに出場。一時、マムンはバングラデシュ代表チームとして大会に参加していたが、最終的にロシア代表チームとして演技することを決定した。

### ジュニア時代
マムンの最初の成果は2011年だった。彼女はロシア選手権の個人総合で優勝し、クラブ、ボールおよびフープの演技でも優勝した。同年にマムンはモントリオールに派遣され、ワールドカップに出場。106.925点を獲得して個人総合で3位になり、キャリアで初めてシニアの大会で表彰台に上った。ボールの演技では27.025点で1位になった。

### 2012年
2012年のマムンのシーズンはモスクワグランプリから始まった。個人総合では第9位。キエフのワールドカップでは個人総合で第7位になり、リボン・ボール・クラブの3種目で銅メダルを獲得。タシケントの大会では4位になった。10月のロシア選手権では完全なチャンピオンになり、前年に続いて2冠を達成。シーズン終盤には日本で開催されたクラブワールドカップのイオンカップに出場し、個人総合で4位。ダリア・ドミトリエワ、ユリヤ・ブラヴィコワと共にガスプロム・クラブとして団体で優勝した。